# Alex Insam
Alex Insam (Bressanone, 19 dicembre 1997) è un saltatore con gli sci italiano.

## Biografia
Nato a Bressanone e residente a Selva di Val Gardena (BZ), Alex Insam è fratello minore di Evelyn, a sua volta saltatrice con gli sci di livello internazionale.
Tesserato a partire dalla stagione 2007-2008 per lo Sci Club Gardena, disputa le prime gare nella stagione successiva e nel biennio 2009-2010 entra a far parte della squadra di salto del comitato FISI altoatesino
Entrato nel giro della nazionale italiana, esordisce nei circuiti di gara FIS nella stagione 2011-2012, prendendo parte a due competizioni giovanili a Hinterzarten e Kranj, ove si piazza rispettivamente 26° e 15°; vince inoltre il titolo nazionale aspiranti. Nel biennio successivo bissa la vittoria nel campionato nazionale aspiranti e debutta in Alpen Cup (ottenendo quale migliore risultato il 47º posto a Oberstdorf ed Einsiedeln) e nella FIS Cup (piazzandosi 16º a Einsiedeln e raccogliendo in totale 24 punti); prende altresì parte ai mondiali giovanili di Liberec (ove chiude 52º la gara individuale e 16° la gara a squadre) e all'EYOF di Râșnov (piazzandosi 25º nell'individuale).
Nella stagione 2013-2014 Insam (inserito nella squadra nazionale C) è di nuovo al via di Alpen Cup e FIS Cup ed ottiene quali migliori piazzamenti un 14º posto a Brattleboro e un 35° a Chaux-Neuve; a fine stagione risulta 145º classificato in FIS Cup, con 33 punti guadagnati. Si piazza inoltre 46° nell'individuale e 6° nella gara a squadre ai mondiali giovanili in Val di Fiemme
Il biennio successivo vede il gardenese (sempre inquadrato nella squadra C) vincere il titolo nazionale juniores e poi debuttare in Coppa Continentale, cogliendo come miglior risultato un 32º posto a Titisee-Neustadt, senza punti guadagnati. Ottiene inoltre un 18º posto nella tappa di Kranj dell'Alpen Cup, un 13º posto in FIS Cup a Hinterzarten e il 15º posto individuale ai mondiali giovanili di Almaty.
Il 24 ottobre 2015 conquista il suo primo titolo italiano assoluto, sul trampolino HS106 dello stadio del salto di Predazzo. Inserito nella squadra nazionale B, il 21 e 22 novembre seguente debutta in Coppa del Mondo a Klingenthal, piazzandosi 11º nella gara a squadre e 45º nelle qualifiche dell'individuale. Nel prosieguo della stagione, tra gennaio e febbraio 2016 conquista vari piazzamenti in top ten nei circuiti minori (di cui due secondi posti in Alpen Cup a Planica e uno in Coppa Continentale a Bischofshofen), oltre al 9º posto a squadre e al 18º individuale ai Mondiali giovanili di Râșnov. Nella primavera del 2016 viene arruolato nel Gruppo Sportivo Fiamme Oro.
Nella stagione 2016-17 si piazza 53º in Coppa del Mondo e 23° in Coppa Continentale; vince inoltre la medaglia d'argento ai Mondiali juniores di Park City, mentre ai Mondiali di Lahti 2017 (suo esordio iridato) si piazza 45º nel trampolino normale e 37º nel trampolino lungo. Nella medesima stagione ritocca due volte il primato nazionale di salto: il 19 marzo 2017 a Vikersund atterra a 217,5 m, per poi migliorarsi ulteriormente in quel di Planica, ove il 23 marzo 2017 salta 230,5 m (diventando il primo saltatore italiano capace di superare i 230 m) e il giorno seguente 232,5 m. Nell'occasione si piazza 15º, marcando il proprio miglior risultato assoluto in Coppa del Mondo.
Ai Mondiali di volo di Oberstdorf 2018 chiude 27º nella gara individuale e ai XXIII Giochi olimpici invernali di Pyeongchang 2018, suo esordio olimpico, si è classificato 45º nel trampolino normale, 23º nel trampolino lungo e 11º nella gara a squadre; l'anno successivo ai Mondiali di Seefeld in Tirol è stato 42º nel trampolino normale, 41º nel trampolino lungo e 8º nella gara a squadre mista e ai Mondiali di volo di Vikersund 2022 si è classificato 29º nella gara individuale. Ai Mondiali di Planica 2023 è stato 44º nel trampolino normale, 40º nel trampolino lungo e 9º nella gara a squadre mista; l'anno dopo ai Mondiali di volo di Tauplitz 2024 si è piazzato 18º nella gara individuale. Ai Mondiali di Trondheim 2025 è stato 38º nel trampolino normale, 31º nel trampolino lungo e 9º nella gara a squadre mista.

## Palmarès

### Mondiali juniores
- 1 medaglia:
  - 1 argento (trampolino normale a Park City 2017)

### Coppa del Mondo
- Miglior piazzamento in classifica generale: 27º nel 2024

### Coppa Continentale
- Miglior piazzamento in classifica generale: 23º posto nel 2017
- 4 podi:
  - 2 secondi posti
  - 2 terzi posti

### Campionati italiani
- 3 medaglie:
  - 1 oro (trampolino normale nel 2015[11])
  - 2 argenti (trampolino normale, trampolino lungo nel 2016[13])